# Sabino Herrero Olea
Sabino Herrero Olea (Villarramiel, 30 de diciembre de 1831-Vichy, 28 de junio de 1879) fue un político, periodista, empresario y jurista español, varias veces diputado durante el Sexenio Democrático, además de senador.

## Biografía
Nació en la localidad palentina de Villarramiel el 30 de diciembre de 1831, en el seno de una familia acomodada. Estudió en el Colegio Masarnau de Madrid y en la Universidad de Valladolid. Jurista y hombre político, obtuvo escaño de diputado a Cortes por los distritos electorales vallisoletanos de Valladolid en 1869, Medina de Rioseco en 1871 y Villalón de Campos en agosto de 1872. También fue senador por la provincia de Cuenca. De inclinación progresista e integrante de la Comisión que marchó a Italia para ofrecer la Corona de España a Amadeo de Saboya, fue fundador de diversas publicaciones periódicas: El Correo de Castilla (1856), El Eco de los Campos, del que fue director entre 1863 y 1864, y El Norte de Castilla de Valladolid, que también dirigiría. Falleció el 28 de junio de 1879 en Vichy.